# 世界都市計画の日
世界都市計画の日（せかいとしけいかくのひ、英語: World Urbanism Day、英語: World Town Planning Day）は、パリ都市研究所(都市計画における公共性と専門知識を推進するために設立された研究機関)の卒業生でブエノスアイレス大学教授である故カルロス・パオレーラによって1949年に提唱され、4大陸の30以上の国で11月8日に祝われている。
住みやすい共同社会を実現する役割を確認し推進する記念日である。

## 世界都市計画を祝うイベント
世界都市計画の日には、健康で豊かな地域社会を構築することを目指し、都市計画の知識や先進的な試み、一般向け住宅の成功事例を共有・学習することを目的としたイベントが世界各地で開催されている。
また、このイベントは都市や地域の開発による環境への影響を市民や開発当局に訴えかけることを目的としている。